# Wulingyuan
Wulingyuan (chinesisch 武陵源, Pinyin Wǔlíngyuán) ist eine landschaftliche Sehenswürdigkeit in der chinesischen Provinz Hunan.
Das Gebiet ist bekannt für seine hohen Sandsteinpfeiler, von denen manche über 200 Meter in die Höhe ragen. Wulingyuan gehört zu  Zhangjiajie, einer Stadt, die etwa 270 km von der Provinzhauptstadt Changsha entfernt liegt.

## UNESCO-Welterbe
1992 wurde ein 26.400 ha großes Gebiet zum Weltnaturerbe der UNESCO erklärt. In dem Gebiet finden sich mehr als 3.100 schmale Quarzsandsteinsäulen, von denen viele über 200 Meter hoch sind. Dazwischen liegen Schluchten und Klammen mit Bächen, Tümpeln und Wasserfällen. Es gibt zwei große natürliche Steinbrücken. Die „Brücke der Unsterblichen“ (仙人桥,  Xiānrén qiáo) ist 26 Meter lang, 1,5 bis 1,8 Meter breit, zwei Meter dick und überquert eine etwa 100 Meter tiefe Schlucht. Die „Erste Brücke unter dem Himmel“ (天下第一桥,  Tiānxià dìyī qiáo) hat eine Länge von 40 Metern, ist zehn Meter breit, 15 Meter dick und verläuft 357 Meter über der Talsohle. Außerdem finden sich in dem Gebiet etwa 40 Höhlen mit charakteristischen Kalzitablagerungen. Die Huanglong-Höhle gehört mit einer Länge von 11 Kilometern zu den längsten Höhlen Chinas. In ihr findet sich ein 50 Meter hoher Wasserfall.
Neben der spektakulären Landschaft ist das Gebiet durch eine artenreiche Vegetation und das Vorkommen einer Reihe gefährdeter Pflanzen- und Tierarten gekennzeichnet. Bei der Ersteinschreibung in das Welterbe 1992 wurden etwa 3.000 höhere Pflanzenarten, sowie 116 Arten von Wirbeltieren aus 50 Familien dokumentiert. Darunter befanden sich 12 Amphibien, 17 Reptilien, 53 Vögel und 34 Säugetierarten. Einige davon waren streng geschützt oder vom Aussterben bedroht, wie der Chinesische Riesensalamander, der Rothund, der Kragenbär, der Nebelparder und das Wasserreh.

## Bauwerke
- Bailong-Aufzug
- Ten-Mile Gallery Monorail